# أنتوني غوليك
أنتوني پول غوليك (بالإنجليزية: Antony Paul Golec)‏ (29 مايو 1990 –) هو لاعب كرة قدم أسترالي محترف يلعب حاليًا في نادي بيراك الماليزي كمدافع. 

## روابط خارجية
- أنتوني غوليك على موقع الاتحاد الدولي (مؤرشف)  (الإنجليزية)
- أنتوني غوليك على موقع قاعدة بيانات كرة القدم.إي يو (الإنجليزية)
- أنتوني غوليك على موقع Soccerway.com (الإنجليزية)
- أنتوني غوليك على موقع عالم كرة القدم.نت (الإنجليزية)